# لنبر
لنبر (Lonbar) یکی از روستاهای استان اردبیل است که در بخش مرکزی شهرستان خلخال واقع شده است. مردم این روستا به زبان کردی کرمانجی سخن می‌گویند.

## موقعیت جغرافیایی
«لنبر در ارتفاع ۱۹۱۸ متری از سطح دریا در ۳۷ درجه و ۴۴ دقیقه و۴۵ ثانیه عرض شمالی و ۴۸ درجه و ۳۱ دقیقه و ۵ ثانیه طول شرقی در بلندی مابین دو رودخانه قرارگرفته است و از سمت شمال به مصطفی لو و اوجغاز سفلی، از سمت غرب به خداقلی قشلاقی، از سمت جنوب غربی به نواشانق، از سمت جنوب به کلار، غفورآباد و آق بولاغ و از سمت شرق به کلستان سفلی منتهی می‌شود.».

## جمعیت و گویش اهالی
«روستای لنبر بزرگ‌ترین و پرجمعیت‌ترین آبادی مناطق کرد کرمانج نشین شمال خلخال است که در سال ۱۳۶۶ به عنوان مرکز دهستان سنجبدشرقی تعیین شده است. فاصله روستای لنبر تا شهر خلخال حدود۲۰ کیلومتر است و اهالی آن به زبان کردی کرمانجی سخن می‌گویند.».

## موقعیت اجتماعی و اقتصادی
«لنبر چنانچه گفته شد درفاصله دو رودخانه «کلارچایی» و «آرپاچایی» قرارگرفته است. واقع شدن در میان این دو رودخانه نسبتاً پرآب، روستای لنبر را از طبیعت سرسبز و زیبا و باغات نسبتاً وسیعی بهره‌مند ساخته وامکان اشتغال بعضی از افراد آبادی را در باغداری و تولید محصولات باغی فراهم آورده است. باغداری، دامداری و کشاورزی از مشاغل رایج در آبادی است اما موقعیت خاص جغرافیایی و مراتع سرسبز و ییلاقی آن، دامداری را به شغل غالب واصلی اهالی روستای لنبر تبدیل کرده است. علاوه بر باغداری، دامداری، کشاورزی و مشاغل مربوط به آن با توجه به مرکزیتی که روستای لنبر برآبادی‌های دهستان کرمانج نشین سنجبدشرقی دارد امکان اشتغال در بخش‌های مختلف اداری، خدماتی و دادوستد نیز برای اهالی فراهم است. لنبر در سرشماری عمومی نفوس و مسکن سال ۱۳۸۵ دارای ۳۴۳ خانوار با ۱۴۹۸ نفر جمعیت بود که ۷۵۳ نفرآن مرد و۷۴۵ نفرزن بودند. لنبر در سرشماری سال ۱۳۹۰ دارای ۳۴۵ خانوار و بیش از ۱۳۰۰ نفر جمعیت بوده است.».

## چشمه آب معدنی
«چشمه آب معدنی ای به نام «آوه کلیه» یا (آوه گه ور) که به نام‌های مختلف آب کلیه لنبر، آب کلیه کَلستان و آب کلیه حاجی‌آباد معرفی می‌شود در ییلاقات روستای لنبر در دامنه کوه [[تیلار واقع شده است. آب خنک و گوارای این چشمه که هم از روستای لنبر وهم از روستای کلستان سفلی قابل دسترسی است وبه زعم اهالی روستاهای مجاور ییلاق برای دفع سنگ کلیه مفید گزارش شده است. این چشمه در ۱۰ کیلومتری روستای لنبر واقع شده است این چشمه از دیرباز به نام (آوه کلیه) که به زبان کرمانجی، همان معنی آب کلیه را دارد مشهور است.

## آب و هوا
«روستای لنبر در پهنه ای کوهستانی و کوه پایه ای در دامنه‌های غربی عجم کوه استقرار یافته است و آب و هوا آن به دلیل مجاورت با مرکز شهرستان خلخال تفاوت چندانی باآب وهوا و اقلیم آن ندارد. زمستان‌های سرد و خشک کوهستانی با تابستانهای معتدل و ملایم و میزان بارش بالا از مختصات آب وهوای آن است. جریان هوای شمال و شمال غربی که از مهر ماه شروع شده تا اواسط بهار ادامه می‌یابد موجب ریزش باران و حاکمیت هوای سرد در منطقه می‌گردد. جریان هوای گرم و خشک معمولاً از اواسط بهار شروع می‌شود و تا اواخر تابستان ادامه پیدا می‌کند. وجود دره‌های کوچک و بزرگ و رودخانه‌های دائمی موجب و فورآب درروستا گردیده است. آب آشامیدنی روستای لنبر توسط چشمه (بیشتر در بخش مرکزی روستا) و چاه تأمین می‌شود. آب چشمه بوسیله لوله ای به منبع آب روستا منتقل می‌شود و پس از ذخیره‌سازی درآن از طریق شبکه لوله‌کشی آب به منازل منتقل می‌شود. تأسیسات مربوط به آب شرب روستا تحت پوشش سازمان آب و فاضلاب روستایی است. فرسودگی شبکه‌های آبرسانی و کمبود آب شرب اهالی روستای لنبر را به‌ویژه در فصل تابستان با مشکلات مختلفی مواجه می‌سازد. آب اراضی کشاورزی روستا از طریق آب رودخانه‌ها تأمین می‌شود.».

## بافت روستایی
«خیابان اصلی روستا که آسفالت هم می‌باشد از داخل روستا می‌گذرد و آن را به دوبخش تقسیم می‌کند. در پایین جاده و در سراشیبی آن بنای چهارگوش زیارتگاهی با سقف شیروانی به چشم می‌خورد. این زیارتگاه که در نزد اهالی به امامزاده سیدمحمد معروف است دارای نمای سیمانی سفیدی با سقفی شیروانی است و به نظر می‌رسد که زمان زیادی از ساخت آن نمی‌گذرد و متعلق به دوران اخیر است.».

## امکانات معیشتی
«روستای لنبر به عنوان مرکز دهستان سنجبدشرقی از امکانات خدماتی متعددی برای پاسخگویی به اهالی آبادی‌های دهستان برخورداراست. امکانات تحصیلی در مقاطع مختلف ابتدایی، راهنمایی، کتابخانه عمومی، سالن ورزشی، مسجد، شورای اسلامی، مرکز خدمات کشاورزی، شرکت تعاونی روستایی، سوپرمارکت سهراب مولائی، فروشگاه تعاونی، دفتر مخابراتی و دسترسی عمومی به اینترنت ، اتصال به شبکه سراسری برق، آب آشامیدنی بهداشتی، مرکز بهداشتی و درمانی، پزشک، دندانپزشک، داروخانه و خانه بهداشت با خدمات بهورزی از جمله این امکانات می‌باشد. لنبر ازطریق جاده ای آسفالته به جاده اصلی اردبیل – خلخال و شبکه ارتباطی منطقه می‌پیوندد. کلنگ عملیات گازرسانی به روستای لنبر در سال ۱۳۹۳ به زمین زده شده است وکار شبکه گذاری آن به سرانجام رسیده.